# George Herman Bick
George Herman Bick (* 23. September 1914 in Neptune, Louisiana; † 28. November 2005 in Port Angeles, Washington) war ein US-amerikanischer Entomologe und insbesondere Odonatologe.
Zusammen mit seiner Frau Juanda Bick beschrieb er 18 neue Libellenarten, die heute noch anerkannt sind. Zu beider Ehren wurden die beiden Arten Telebasis bickorum und Hetaragrion bickorum benannt.